# デイヴ・マッキントッシュ
デイヴ・マッキントッシュ（Dave "Compact Dynamo" Mackintosh, 1977年9月15日 - ）は、スコットランド・グラスゴー出身のヘヴィメタルドラマー。パワーメタルバンド・ドラゴンフォースの元ドラマーである。

## 概要
- 影響を受けたアーティストはニール・パート、マイク・ポートノイ、トミー・アルドリッヂ、チャーリー・ベナンテ、インゴ・シュヴィヒテンバーグ、ニコ・マクブレイン、ジョニー・モールディング、ヴィニー・ポールなど。
- ドラゴンフォースに加入するまではイギリスのシンフォニックブラックメタルバンドのバルサゴスで活躍していた。その後に加入したドラゴンフォースは、そのバルサゴス以上に輪を掛けて曲のテンポが速かったことで、それまで以上にドラムの鍛錬に励まなくてはならず、一年余り掛かったと語っている。[1]
- 小柄ながら非常にパワフルなドラムプレイを披露し、ドラゴンフォースの音楽的特長であるブラックメタル風のスピーディなドラミングに一役買っている。
- 2014年6月にドラゴンフォースを脱退。デイヴはこうコメントを残している。「長く考えた結果、俺はプログレッシブ・ロックへの愛情を追求していくために、ドラゴンフォースのメンバーと別々の道を進むことにした。メンバーにはこれからも世界的に幸運が続くことを願っているよ。個人的にも『マキシマム・オーヴァーロード』の発表をすごく楽しみにしている。だってこの作品は今までドラゴンフォースが発表してきた作品の中でも最高な作品なんだからね。数えきれないくらいのツアーやショウ、そして発表してきたアルバム を通してサポートし続けてくれたファンには本当に感謝している。とてもここまでやってこれなかったと思うよ。これからはプログレッシブ・ロック・シーンで名の知れたアーティスト達とプレイして、ツアーをし続けていく予定だ。また 君たちにどこかで会えることを本当に楽しみにしている。ステイ・メタル！」[2]

使用機材は現在はTAMAの"Starclassic-Performer"、シンバルはパイステを愛用している。

## ディスコグラフィ
Bal-Sagoth
- The Power Cosmic 1999年
- Atlantis Ascendant 2001年

## 使用機材

### ドラムス
Tama Starclassic Performer B/B
- 22" x 18" Kick Drum (x2)
- 14" x 5.5" Brass Snare
- 8" x 8" Rack Tom
- 10" x 8" Rack Tom
- 12" x 10" Rack Tom
- 16" x 16" Floor Tom
- 18" x 16" Floor Tom
- 13" x 11" Tom (left side)
- 6" Octabans (low pitch set)

### シンバル
パイステ
- 14" RUDE Sound Edge Hi-Hat
- 18" Signature Heavy China
- 17" Alpha Rock Crash
- 10" Alpha Metal Splash
- 10" RUDE Splash
- 19" 2002 Wild Crash
- 18" RUDE China
- 20" Alpha Metal Ride
- 14" Signature Heavy Hi-Hat
- 18" RUDE Crash/Ride
- 19" RUDE Wild Crash